# Jacovella da Celano
Jacovella, meglio nota come Jacovella da Celano, detta anche Covella, Iacovella, Jacomella, Iacomella, Jacobella, Iacobella, Giovanna, Giovanna della Ratta (Celano, 1418 – Venafro, ante 1471), è stata una nobile italiana, contessa di Celano e Venafro e baronessa di Carapelle Calvisio.

## Biografia
(Stefano di Wassan, in Lettera a Covella)

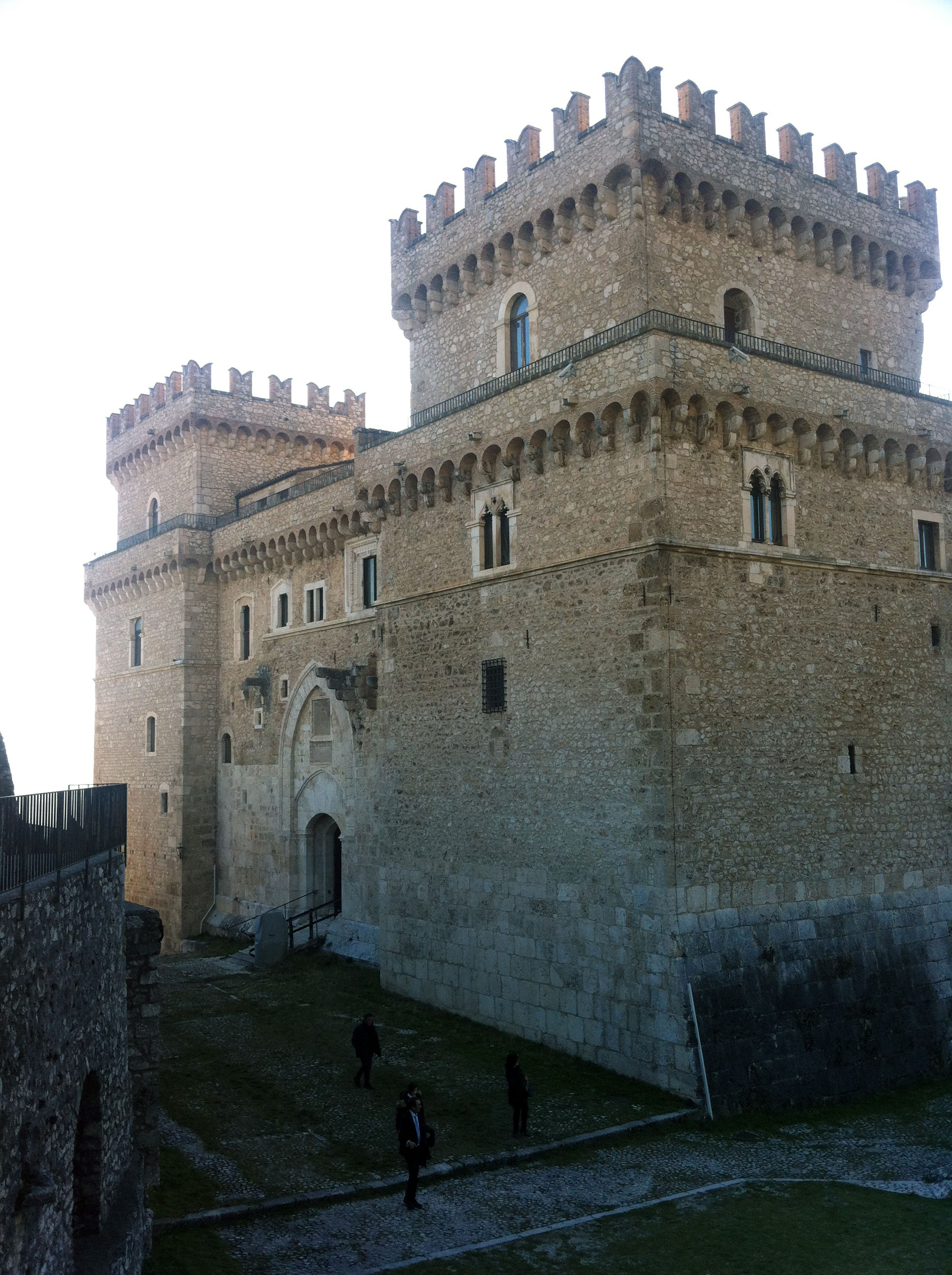
Il castello di Celano, principale dimora di Jacovella

Jacovella, detta anche Covella, Iacovella, Jacomella, Iacomella, Jacobella, Iacobella o Giovanna della Ratta, è stata l'ultima esponente della famiglia dei Celano, che trasse il proprio nome dall'omonima contea da essa posseduta, a sua volta discendente dalla casata dei Berardi, noti come Conti dei Marsi, i quali erano discendenti diretti di Carlo Magno. I conti hanno per lungo tempo governato la Marsica.
Ultimogenita di Nicolò, conte di Celano, e di Maria Marzano, duchessa di Sessa, secondo alcune fonti nacque nel 1418, mentre altre collocano la sua nascita a cavallo tra il XIV e il XV secolo. Con la morte del padre Nicolò e l'allontanamento della madre Maria che si risposò con il capitano di ventura Muzio Attendolo Sforza, Jacovella, ancora giovane, divenne l'erede dei beni, essendo il fratello Pietro morto improvvisamente nel 1422 forse a causa di una malattia, le sorelle Giovanna ed Isabella già sposate e, in quel periodo, le altre due sorelle Angelella ed Antonella, prossime al matrimonio.
Nel 1424, per motivi aristocratico-politici, dovette sposare Odoardo Colonna, nipote di papa Martino V, ritratto spesso come malato o deforme, il quale divenne così feudatario delle contee di Albe e Celano. Dopo una convivenza forzata durata circa tre anni e con la sopravvenuta morte di papa Martino V, appena le fu possibile, la giovane scappò da casa Colonna, probabilmente aiutata da sua madre Maria, benché quest'ultima fosse ormai lontana dalle vicende celanesi.
Non si conosce il vero motivo che spinse il Colonna a non consumare il matrimonio, tuttavia alcune opere storiografiche riportano «per difetto di età o per impotenza». Fatto sta che Jacovella chiese al nuovo papa Eugenio IV l'annullamento del matrimonio, ottenuto il quale prese in seconde nozze Jacopo Caldora, all'epoca quasi settantenne e capace di offrire protezione a lei e alla sua contea dai rischi connessi alle spinte espansionistiche dei Colonna. Nel 1439, probabilmente a tre mesi dal secondo matrimonio, però la contessa rimase vedova.
In questo breve arco di tempo la donna ebbe modo di conoscere il nipote del Caldora, Lionello Accrocciamuro, che molto probabilmente nel 1440, non senza censure e condanne, portò Jacovella alle terze nozze. Nel 1458, rimasta di nuovo vedova, si ritrovò a governare da sola la contea di Celano e a crescere i tre figli Ruggero, Pietro ed Isabella.

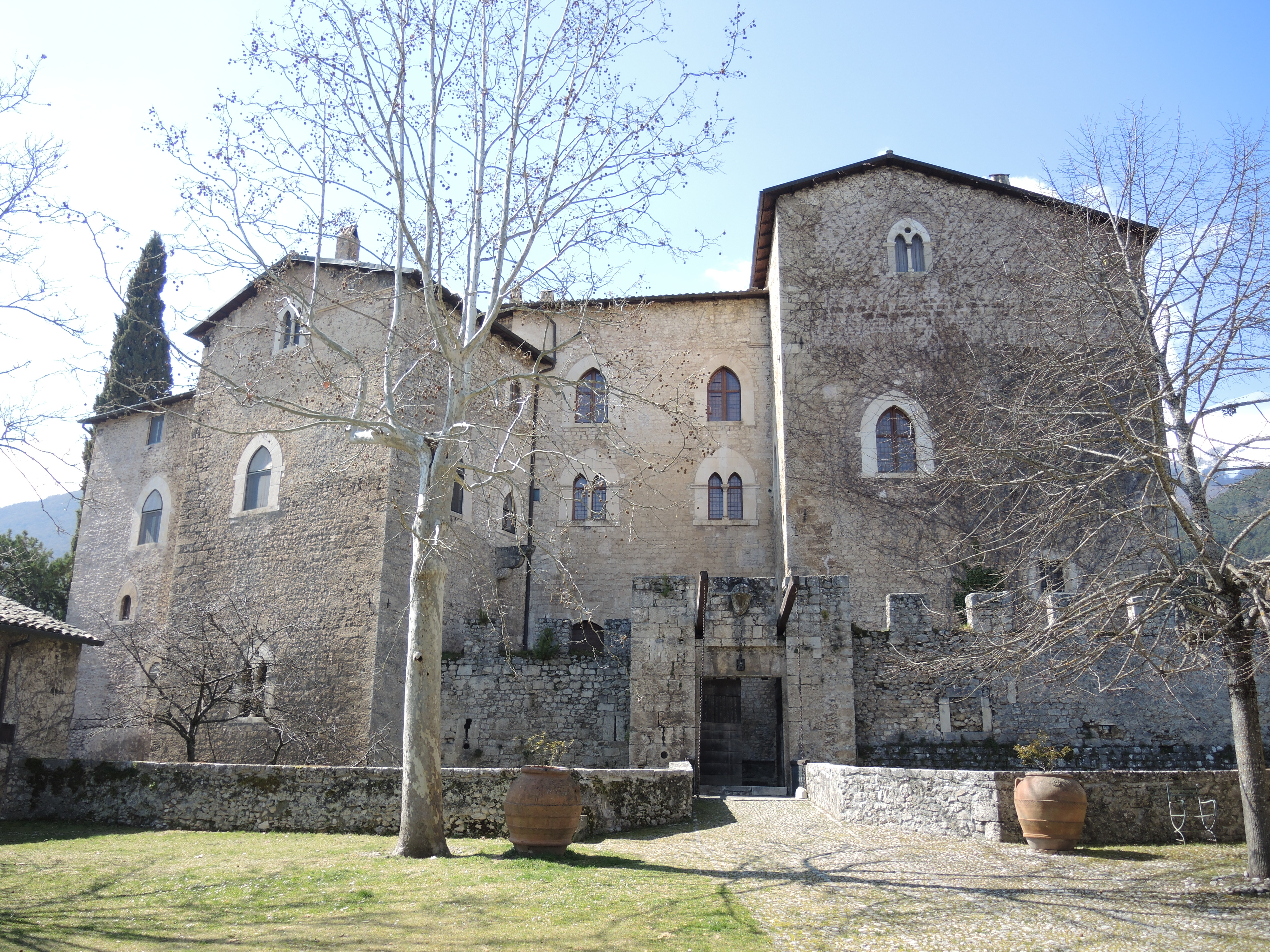
Il castello di Gagliano Aterno, in cui fu assediata ed imprigionata Jacovella

Il figlio di Jacovella, Ruggero Accrocciamuro, dopo la morte del padre, nonostante la minore età, rivendicò a lei i suoi diritti sulla contea di Celano e, con l'aiuto di Jacopo Piccinino e del suo esercito, l'assediò nel castello di Gagliano Aterno, nel quale si era rifugiata alcuni mesi dopo essere rimasta vedova. Dopo tre giorni continui di attacchi la contessa fu catturata ed imprigionata nel castello stesso. Tutti i feudi della contessa passarono quindi sotto il controllo del figlio Ruggero, mentre il Piccinino rubò nel castello gioielli, suppellettili ed una grande quantità di lana del valore complessivo di 80 000 ducati che utilizzò per ricostituire l'esercito ed assediare Sulmona l'anno seguente (1463). Jacovella per riottenere la libertà fu costretta a pagare 120 000 ducati. Subito dopo corse voce che Matteo di Capua, viceré degli Abruzzi per conto del re del Regno di Napoli Ferrante d'Aragona, avesse preferito non soccorrere la contessa per non far cadere in rovina Jacopo Piccinino, col quale nutriva buoni rapporti di amicizia nonostante gli opposti schieramenti. Fallito poi l'assedio di Sulmona, l'Accrocciamuro e il Piccinino furono tuttavia esiliati e la contea di Celano fu assegnata dal sovrano ad Antonio Piccolomini, che aveva sposato Maria d'Aragona, una delle figlie del re.
Quanto al figlio secondogenito Pietro, che nutriva la passione per la letteratura, le scienze e le arti, dopo le vicende di Gagliano Aterno lo si ritrova a Venezia accanto all'umanista Paolo Marso a seguire le lezioni del maestro Pomponio Leto. A Jacovella fu confermata infine la sola contea di Venafro, in Molise, dove morì prima del 1471.

## Ascendenza
|                      |                 |                     | Genitori                  |  |  | Nonni |  |  | Bisnonni          |  |  | Trisnonni         |  |
|                      |                 |                     |                           |  |  |       |  |  | Ruggero da Celano |  |  | Tommaso da Celano |  |
|                      |                 |                     |                           |  |  |       |  |  | Ruggero da Celano |  |  | Tommaso da Celano |  |
|                      |                 | Isabella Acquaviva  |                           |  |  |       |  |  | Ruggero da Celano |  |  |                   |  |
| Pietro da Celano     |                 |                     |                           |  |  |       |  |  | Ruggero da Celano |  |  |                   |  |
|                      |                 | Francesca de Haya   | Giovanni de Haya          |  |  |       |  |  |                   |  |  |                   |  |
|                      |                 | Francesca de Haya   | Giovanni de Haya          |  |  |       |  |  |                   |  |  |                   |  |
|                      |                 | Francesca de Haya   | Egidia "Gilia" de Gubicio |  |  |       |  |  |                   |  |  |                   |  |
| Nicolò da Celano     |                 | Francesca de Haya   |                           |  |  |       |  |  |                   |  |  |                   |  |
|                      |                 | ?                   | ?                         |  |  |       |  |  |                   |  |  |                   |  |
|                      |                 | ?                   | ?                         |  |  |       |  |  |                   |  |  |                   |  |
|                      |                 | ?                   | ?                         |  |  |       |  |  |                   |  |  |                   |  |
| ?                    |                 | ?                   |                           |  |  |       |  |  |                   |  |  |                   |  |
|                      |                 | ?                   | ?                         |  |  |       |  |  |                   |  |  |                   |  |
|                      |                 | ?                   | ?                         |  |  |       |  |  |                   |  |  |                   |  |
|                      |                 | ?                   | ?                         |  |  |       |  |  |                   |  |  |                   |  |
| Jacovella da Celano  |                 | ?                   |                           |  |  |       |  |  |                   |  |  |                   |  |
|                      | Roberto Marzano | Goffredo Marzano    |                           |  |  |       |  |  |                   |  |  |                   |  |
|                      | Roberto Marzano | Goffredo Marzano    |                           |  |  |       |  |  |                   |  |  |                   |  |
|                      | Roberto Marzano | Giovanna Ruffo      |                           |  |  |       |  |  |                   |  |  |                   |  |
| Giacomo Marzano      | Roberto Marzano |                     |                           |  |  |       |  |  |                   |  |  |                   |  |
|                      |                 | ?                   | ?                         |  |  |       |  |  |                   |  |  |                   |  |
|                      |                 | ?                   | ?                         |  |  |       |  |  |                   |  |  |                   |  |
|                      |                 | ?                   | ?                         |  |  |       |  |  |                   |  |  |                   |  |
| Maria Marzano        |                 | ?                   |                           |  |  |       |  |  |                   |  |  |                   |  |
|                      |                 | Ruggero Sanseverino | Enrico Sanseverino        |  |  |       |  |  |                   |  |  |                   |  |
|                      |                 | Ruggero Sanseverino | Enrico Sanseverino        |  |  |       |  |  |                   |  |  |                   |  |
|                      |                 | Ruggero Sanseverino | Ilaria dell'Oria          |  |  |       |  |  |                   |  |  |                   |  |
| Caterina Sanseverino |                 | Ruggero Sanseverino |                           |  |  |       |  |  |                   |  |  |                   |  |
|                      |                 | Marchesa del Balzo  | ?                         |  |  |       |  |  |                   |  |  |                   |  |
|                      |                 | Marchesa del Balzo  | ?                         |  |  |       |  |  |                   |  |  |                   |  |
|                      |                 | Marchesa del Balzo  | ?                         |  |  |       |  |  |                   |  |  |                   |  |
|                      |                 | Marchesa del Balzo  |                           |  |  |       |  |  |                   |  |  |                   |  |

## Discendenza
Jacovella da Celano si sposò tre volte:
- la prima volta nel 1424 con Odoardo Colonna, da cui non ebbe figli;
- la seconda volta nel 1439 con Jacopo Caldora, da cui non ebbe figli;
- la terza volta nel 1440 con Lionello Accrocciamuro, da cui ebbe due figli, Ruggero, condottiero e conte di Celano, e Pietro, umanista, e una figlia, Isabella, moglie di Guglielmo del Balzo.

## Opere
Jacovella tra il 1424 e il 1435, durante il periodo in cui era legata ad Odoardo Colonna, fornì le decorazioni alla chiesa di Giovanni Battista di Celano e favorì il restauro della chiesa di Santa Maria in Valle Porclaneta nei pressi di Rosciolo dei Marsi. Vengono attribuiti a lei e al suo terzo marito Lionello interventi alla chiesa di San Francesco, l'edificazione della chiesa di Santa Maria Valleverde e di quella di Sant'Angelo di Celano e il completamento del secondo piano del mastio e delle tre torri cilindriche del castello di Celano nel 1451. La contessa contribuì anche alla costruzione della basilica di San Bernardino dell'Aquila, oltre alla realizzazione di numerose altre opere.